# Anaeini
De Anaeini zijn een geslachtengroep van vlinders uit de onderfamilie Charaxinae van de familie Nymphalidae. De wetenschappelijke naam van de groep werd in 1865 gegeven door Achille Guenée.

## Geslachten
- Anaea Hübner, 1819
  - = Pyrrhanaea Röber, 1888
- Coenophlebia Felder & Felder, 1862
- Consul Hübner, 1807
  - = Consul Hübner, 1806 (nomen rejiciendum)
  - = Protogonius Hübner, 1819
  - = Fabius Duncan, 1837
  - = Helicodes Doubleday, 1844
  - = Helicodes Boisduval, 1870
- Fountainea Rydon, 1971
- Hypna Hübner, 1819
  - = Hecalene Doubleday, 1844
- Memphis Hübner, 1819
  - = Corycia Hübner, 1825 non Corycia Hübner, 1823
  - = Cymatogramma Doubleday, 1849
  - = Euschatzia Grote, 1898
  - = Rydonia Salazar & Constantino, 2001
  - = Annagrapha Salazar & Constantino, 2001
- Polygrapha Staudinger, 1887
  - = Pseudocharaxes Salazar, 2001
  - = Rydonia Salazar & Constantino, 2001
  - = Muyshondtia Salazar & Constantino, 2001
  - = Pseudocharaxes Salazar & Constantino, 2001
  - = Zikania Salazar & Constantino, 2001
- Siderone Hübner, 1823
  - = Phyllophasis Blanchard, 1840
  - = Siderone Boisduval, 1836
  - = Sideronidia Stichel, 1939
- Zaretis Hübner, 1819